# Козуа, Владимир Несторович
Владимир Несторович Козуа (1897 год, село Ахалсопели, Зугдидский уезд, Кутаисская губерния, Российская империя — неизвестно, село Ахалсопели, Зугдидский район, Грузинская ССР) — звеньевой колхоза имени Берия Ахалсопельского сельсовета Зугдидского района, Грузинская ССР. Герой Социалистического Труда (1950).

## Биография
Родился в 1897 году в крестьянской семье в селе Ахалсопели Зугдидского уезда. Окончил местную начальную школу, после которой трудился в сельском хозяйстве. Во время коллективизации вступил в колхоз имени Берия Зугдидского района (с 1953 года — колхоз имени Ленина), председателем которого с 1938 года был Антимоз Михайлович Рогава. В послевоенные годы возглавлял звено чаеводов.
В 1949 году звено под его руководством собрало с каждого гектара в среднем по 8347 килограмм сортового зелёного чайного листа на участке площадью 3,2 гектара. Указом Президиума Верховного Совета СССР от 19 июля 1950 года удостоен звания Героя Социалистического Труда за «получение высоких урожаев сортового зелёного чайного листа и цитрусовых плодов в 1949 году» с вручением ордена Ленина и золотой медали «Серп и Молот» (№ 5260).
Этим же указом званием Героя Социалистического Труда были награждены восемь тружеников колхоза имени Берия чаеводы Вакоша Акакиевна Берия, Ираклий Дзикиевич Берия, Натела Бочоевна Гардава, Этери Элизбаровна Джоджуа, Минадора Партеньевна Кадария, Ольга Александровна Купуния, Лили Кондратьевна Ревия и Дуня Яковлевна Рогава.
После выхода на пенсию проживал в родном селе Ахалсопели Зугдидского района. Дата смерти не установлена.
Награды
- Герой Социалистического Труда
- Орден Ленина
- Медаль «За трудовую доблесть» (14.11.1951)